# Flughafen Joensuu

i8
i11
i13
Der Flughafen Joensuu (IATA-Code: JOE, ICAO-Code: EFJO) ist ein Flughafen in Nordkarelien, Finnland. Er befindet sich etwa elf Kilometer nordwestlich der Stadt Joensuu auf dem Gemeindegebiet der Stadt Liperi.
Die Fluggesellschaft Finnair fliegt von Joensuu den Flughafen Helsinki-Vantaa an. Manche dieser Flüge werden von My Jet Xpress Airlines durchgeführt.
Der Flughafen war ursprünglich mit zwei Lande- und Startbahnen ausgestattet, die Bahn 17/35 wurde jedoch zu einem Taxiway umfunktioniert.

## Anfahrt
Der Flughafen Joensuu ist per Taxi, Bus oder Auto erreichbar.